# Sœurs de Saint Joseph du Canada
Les sœurs de Saint Joseph du Canada sont une congrégation religieuse féminine enseignante et hospitalière de droit pontifical née de la fusion de quatre instituts. Elles font partie de la fédération des sœurs de Saint Joseph du Canada.

## Histoire
Le 20 septembre 1966, six congrégations canadiennes de sœurs de Saint Joseph décident de former une fédération : (Toronto, Hamilton, London, Peterborough, Pembroke et Sault-Sainte-Marie). Elles ont pour point commun de tenir leur origine dans la fondation faite au Puy-en-Velay par le jésuite Jean-Pierre Médaille et d'avoir été fondées en Ontario. En 2013, quatre d'entre elles (Hamilton, London, Peterborough, Pembroke) fusionnent pour former les sœurs de Saint Joseph du Canada. Elles restent en fédération avec les sœurs de Saint Joseph de Toronto et les sœurs de Saint Joseph de Sault-Sainte-Marie.
- Les sœurs de Saint Joseph d'Hamilton fondées par les sœurs de Saint Joseph de Toronto en 1852 et rendue autonome en 1856[3].

- Les sœurs de Saint Joseph de London fondées par les sœurs de Saint Joseph de Toronto le 11 décembre 1868 à la demande de John Walsh, évêque du diocèse de London. Reconnu indépendant le 18 décembre 1870, l'institut reçoit le décret de louange le 11 juillet 1953[3].

- Les sœurs de Saint Joseph de Peterborough fondées en 1890 par les sœurs de Saint Joseph de Toronto dont la congrégation devient autonome par volonté de Richard Alphonsus O'Connor, évêque du diocèse de Peterborough, et obtient le décret de louange le 5 mars 1957[3]. Elles sont à l'origine des sœurs de Saint Joseph de Sault-Sainte-Marie[4].

- Les sœurs de Saint Joseph de Pembroke fondées par des sœurs de Peterborough en 1921. Patrick Ryan, évêque du diocèse de Pembroke, en fait un institut autonome qui obtient le décret pontifical de louange en 1962[3].

## Activités et diffusion
Les sœurs se consacrent à l'enseignement, aux soins des malades et aux œuvres caritatives.
Elles sont présentes au Canada et au Pérou.
La maison-mère est à Peterborough. 
En 2017, la congrégation comptait 258 sœurs dans 26 maisons.